# Блю Старз (Цюрих)
«Блю Старз» (нім. Fussballclub Blue Stars Zürich) — швейцарський футбольний клуб із Цюриха, заснований 1898 року. Домашні матчі проводить на стадіоні «Гардгоф».

## Історія
Клуб був заснований в 1898 році. У сезоні 1913/14 клуб дебютував у вищому дивізіоні і виступав у ньому до 1934 року. Найкращим результатом стало 3—тє місце у фінальному етапі сезону 1921/22. В наступні роки команда виступала виключно у нижчих лігах.
«Блю Старз» був одним з перших клубів, які створили відокремлену молодіжну команду (це сталося в 1921 році). У 1939 році клуб запропонував заснувати щорічний турнір, на який би запрошувалися найкращі молоді футбольні команди. У першому розіграші кубка перемогу здобула команда «Грассгоппер», а «Блю Старз» зайняв четверте місце. У 1991 році ФІФА визнала турнір офіційним, а через чотири роки він почав називатися «Молодіжний кубок Блю Старз/ФІФА» (англ. Blue Stars/FIFA Youth Cup).

## Статистика виступів у вищому дивізіоні
| Сезон   | Ліга                         | Місце | Примітки                                            |
| ------- | ---------------------------- | ----- | --------------------------------------------------- |
| 1913—14 | Серія A — Група Схід         | 5     |                                                     |
| 1915—16 | Серія A — Група Схід         | 7     |                                                     |
| 1916—17 | Серія A — Група Схід         | 2     |                                                     |
| 1917—18 | Серія A — Група Схід         | 7     |                                                     |
| 1918—19 | Серія A — Група Схід         | 6     |                                                     |
| 1919—20 | Серія A — Група Схід         | 8     |                                                     |
| 1920—21 | Серія A — Група Схід         | 4     |                                                     |
| 1921—22 | Серія A — Група Схід         | 1     | 3-тє місце у фінальній групі.                       |
| 1922—23 | Серія A — Група Схід         | 5     |                                                     |
| 1923—24 | Серія A — Група Схід         | 9     | Перемога в плей-аут над «Оберінтертуром» (2—0, 6—2) |
| 1924—25 | Серія A — Група Схід         | 6     |                                                     |
| 1925—26 | Серія A — Група Схід         | 3     |                                                     |
| 1926—27 | Серія A — Група Схід         | 8     |                                                     |
| 1927—28 | Серія A — Група Схід         | 4     |                                                     |
| 1928—29 | Серія A — Група Схід         | 3     |                                                     |
| 1929—30 | Серія A — Група Схід         | 6     |                                                     |
| 1930—31 | Пріма-Ліга — Група Схід      | 2     | 4-те місце у фінальній групі.                       |
| 1931—32 | Національна ліга A — Група 2 | 6     |                                                     |
| 1932—33 | Національна ліга A — Група 2 | 6     |                                                     |
| 1933—34 | Національна ліга A           | 15    | Виліт                                               |